# Кроноцька сопка
Кроно́цька со́пка — діючий вулкан на східному узбережжі Камчатки, Камчатського краю Росії. Належить до стратовулканів.

## Географія
Висота — 3528 метрів. Вершина — правильний ребристий конус. Кратер заповнений екструзивною пробкою, є фумароли (особливо активна їх діяльність відзначена в 1923 році). Вулкан складений базальтовими і андезитовими шлаками, лавами, попелом. Виверження рідкісні.
Нижні схили вулкана покриті лісами з сосною сланкою і кам'яною березою, у верхній частині — льодовики і сніжники. Ймовірно, є одним із наймальовничіших вулканів Камчатки.
Біля підніжжя західного схилу розкинулося Кроноцьке озеро. Поблизу вулкана — Долина гейзерів.